# Списък на побратимени градове на Азербайджан
Това са побратимените градове на градовете в Азербайджан.

## Баку
- Аман, Йордания
- Анкара, Турция
- Балаково, Русия
- Басра, Ирак
- Бордо, Франция
- Вунг Тау, Виетнам
- Дакар, Сенегал
- Джида, Саудитска Арабия
- Измир, Турция
- Истанбул, Турция
- Йоханесбург, ЮАР
- Киев, Украйна
- Кония, Турция
- Лондон, Великобритания
- Майнц, Германия
- Неапол, Италия
- Никозия, Кипър
- Пекин, Китай
- Санкт Петербург, Русия
- Сараево, Босна и Херцеговина
- Табриз, Иран
- Хелзинки, Финландия
- Хонолулу, САЩ
- Хюстън, Тексас, САЩ

## Ганджа
- Дербент, Русия
- Рустави, Грузия
- Нюарк, САЩ
- Измир, Турция
- Москва, Русия
- Кутаиси, Грузия
- Карс, Турция

## Сумгаит
- Лудвигсхафен, Германия

## Шеки
- Габрово, България
- Гиресун, Турция
- Османгази, Турция
- Слуцк, Беларус